# Клинский уезд

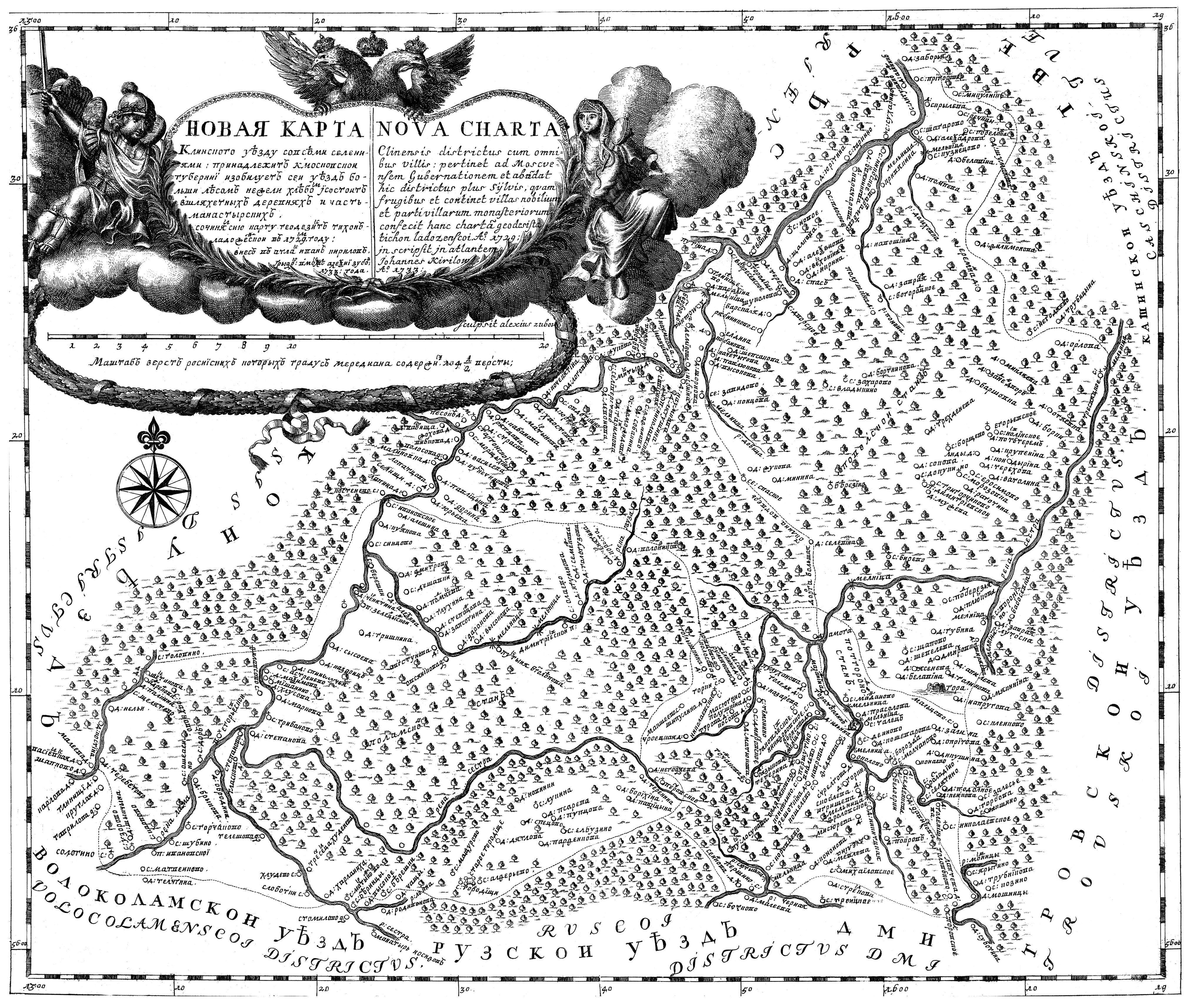
Клинский уезд. Атлас Всероссийской империи И. К. Кирилова 1722-1737 гг

Кли́нский уе́зд — административная единица в составе Московской губернии, существовавшая до 1929 года. Центр — город Клин.

## География
Уезд граничил на северо-западе с Корчевским и Тверским уездами Тверской губернии, а с других сторон с Волоколамским, Дмитровским, Звенигородским и Рузским уездами Московской губернии и занимал около 3,5 тыс. кв. км. Поверхность уезда волниста, а в южной половине прорезается пологим волнистым водоразделом между притоками Волги и Москвы. Река Волга протекала по северной части уезда и составляла его границу с Тверской губернией. Из притоков её первое место занимала Шоша, с притоком Ламой. В восточной части уезда протекала река Сестра, приток Дубны. Сестра была судоходна и соединялась каналом с рекой Истрой (остатки канала сохраняются до сих пор). В южной части уезда протекала река Истра. Из озёр самое большое Сенеж. Болота находились в северо-западном углу уезда. Почва уезда главным образом супесчаная, за исключением юго-восточной части, где она глинистая и суглинистая.

## История
Клинский уезд известен со средних веков. Юридически был оформлен во время административной реформы Екатерины II в 1781 году. В 1929 году был упразднён, а на его территории были образованы Клинский и Солнечногорский районы.

## Административное деление
В 1917 году в уезд входило 15 волостей: Борщёвская, Васильевская, Вертлинская, Давыдковская, Завидовская, Калеевская, Круговская, Новинская, Петровская, Покровская, Селинская, Соголевская, Солнечногорская, Спас-Нудольская, Троицкая.
В 1918 году волости были следующими: Борщёвская, Васильевская, Вертлинская, Давыдковская, Завидовская, Зеленцинская, Круговская, Новинская, Петровская, Селинская, Соголевская, Солнечногорская, Спас-Нудольская, Троицкая, Фофановская.
В 1919 году Новинская волость была переименована в Свердловскую. В 1921 году Селинская волость была переименована во Владыкинскую.

## Уездные предводители дворянства
| Время службы | Имя                          | Титул, чин, звание                      |
| ------------ | ---------------------------- | --------------------------------------- |
| 1782—1785    | Орлов Платон Иванович        | премьер-майор                           |
| 1785—1788    | Наумов Иван Григорьевич      | гвардии ротмистр                        |
| 1788—1797    | Орлов Платон Иванович        | генерал-майор                           |
| 1797—1801    | Неклюдов Сергей Васильевич   | генерал-лейтенант                       |
| 1801—1804    | Блохин Алексей Сергеевич     | майор                                   |
| 1804—1814    | Кислинский Николай Иванович  | обер-провиантмейстер                    |
| 1814—1826    | Фонвизин Сергей Павлович     | коллежский асессор                      |
| 1826—1829    | Долгоруков Пётр Михайлович   | князь, майор                            |
| 1829—1832    | Львов Владимир Семёнович     | князь, подполковник                     |
| 1832—1835    | Меншиков Николай Сергеевич   | князь, гвардии полковник                |
| 1835—1859    | Фонвизин Сергей Павлович     | надворный советник                      |
| 1859—1862    | Волков Сергей Сергеевич      | статский советник                       |
| 1862—1887    | Смирнов Сергей Семёнович     | действительный статский советник        |
| 1887—1893    | Аверкиев Алексей Алексеевич  | коллежский асессор                      |
| 1893—1902    | Гагарин Григорий Григорьевич | князь, камер-юнкер                      |
| 1902—1908    | Аверкиев Алексей Алексеевич  | статский советник                       |
| 1908—1917    | Шеппинг Владимир Дмитриевич  | барон, действительный статский советник |

## Карты
| Сборный лист военно топографической карты Московской губернии 1860 г. Масштаб: 2 версты в дюйме (1 см-840м). | Сборный лист военно топографической карты Московской губернии 1860 г. Масштаб: 2 версты в дюйме (1 см-840м). | Сборный лист военно топографической карты Московской губернии 1860 г. Масштаб: 2 версты в дюйме (1 см-840м). | Сборный лист военно топографической карты Московской губернии 1860 г. Масштаб: 2 версты в дюйме (1 см-840м). | Сборный лист военно топографической карты Московской губернии 1860 г. Масштаб: 2 версты в дюйме (1 см-840м). | Сборный лист военно топографической карты Московской губернии 1860 г. Масштаб: 2 версты в дюйме (1 см-840м). | Сборный лист военно топографической карты Московской губернии 1860 г. Масштаб: 2 версты в дюйме (1 см-840м). | Сборный лист военно топографической карты Московской губернии 1860 г. Масштаб: 2 версты в дюйме (1 см-840м). | Сборный лист военно топографической карты Московской губернии 1860 г. Масштаб: 2 версты в дюйме (1 см-840м). | Сборный лист военно топографической карты Московской губернии 1860 г. Масштаб: 2 версты в дюйме (1 см-840м). | Сборный лист военно топографической карты Московской губернии 1860 г. Масштаб: 2 версты в дюйме (1 см-840м). | Сборный лист военно топографической карты Московской губернии 1860 г. Масштаб: 2 версты в дюйме (1 см-840м). | Сборный лист военно топографической карты Московской губернии 1860 г. Масштаб: 2 версты в дюйме (1 см-840м). |
| --- | --- | --- | --- | --- | --- | --- | --- | --- | --- | --- | --- | --- |
| (При нажатии на необходимый лист будет осуществлён переход на соответствующую карту.)                        | | | | | | | | | | | | |